# Lorenz Wilhelm Brandenburg
Lorenz Wilhelm Brandenburg, född 29 maj 1794 i Eksjö, död 11 augusti 1850 i Göteborg. Svensk ingenjör. Han var under flera års tid ingenjör vid Kungl. Generallantmäterikontoret, senare arkitekt och stadsingenjör i Göteborg. Han var även kartograf och kopparstickare, och ansedd som en framstående mekanisk ritare. 

## Biografi
Deltog i Konstakademiens utställning 1831. Ritade 1847, som stadsingenjör, Gamla trädgårdsmästarbostaden i Trädgårdsföreningen i Göteborg (skapad 1842). Brandenburg ansvarade tillfälligt för tillsynen av anläggningsarbetena i parken sedan trädgårdsmästare Töpel avskedats hösten 1844 fram till att föreningens andre trädgårdsmästare Carl Ferdinand Liepe tillträdde vårvintern 1845.. Sjöhistoriska museet i Stockholm har akvarellerade tuschteckningar gjorda av Brandenburg.

## Bilder

Skeppsvarvet i Karlskrona, akvarellerad tuschteckning, ca 1780. Sjöhistoriska museet.
Skeppsvarvet i Karlskrona med nya mastkranen, akvarellerad tuschteckning, 1803. Sjöhistoriska museet.
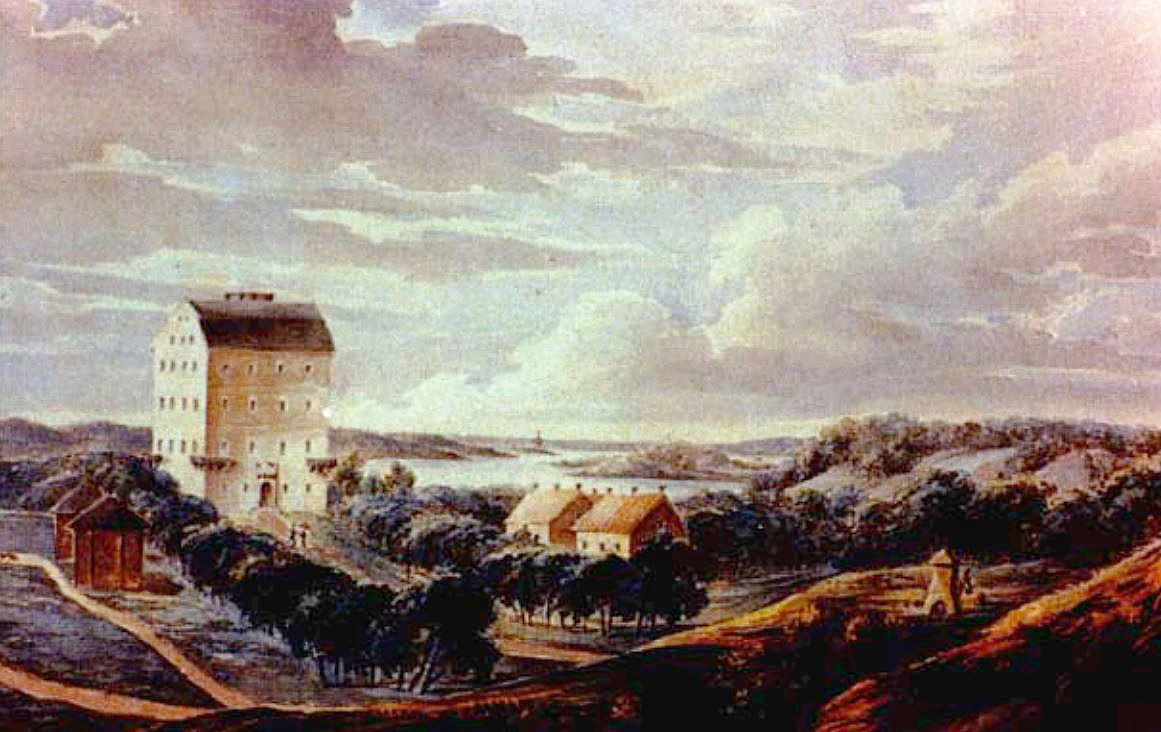
Bogesunds slott med omgivning, lavering, 1826, slottet avbildas med nytillkomna balkonger som löper över andra våningens hörn. Stockholms läns museum.
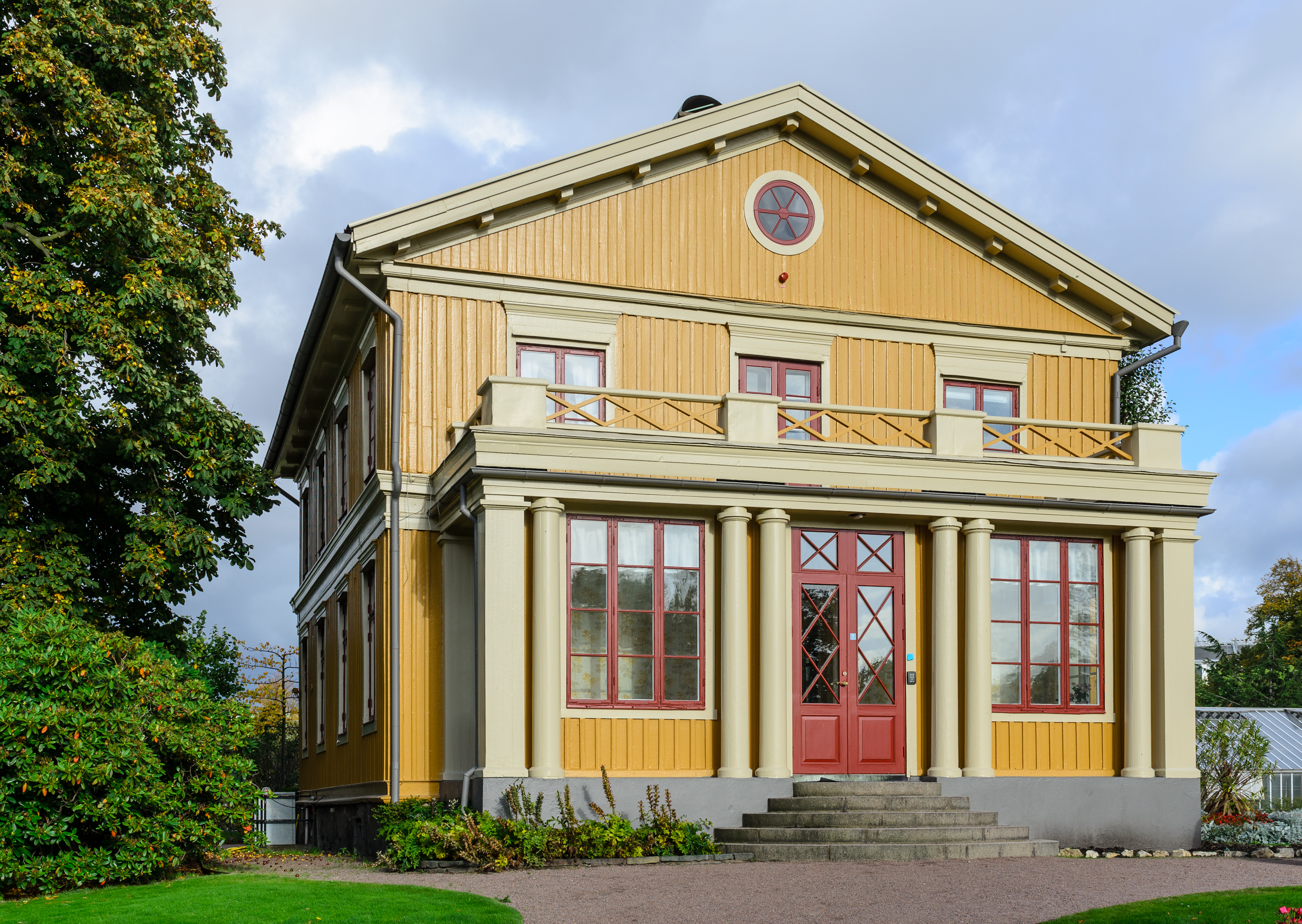
Trädgårdsmästarbostaden, senare kallad direktörsvillan, i Trädgårdsföreningens park i Göteborg, Heden 705:11 - hus nr 7, västra gaveln. Trädgårdsföreningens park började anläggas 1842, bostaden ritades av Brandenburg 1847.